# Мариан Мур
Мариан Крейг Мур (на английски: Marianne Craig Moore) е американска поетеса, критичка и преводачка.

## Биография и творчество
Родена е на 15 ноември 1887 година в Къркуд край Сейнт Луис. Родителите ѝ се разделят преди нейното раждане и тя е отгледана с по-големия си брат в дома на дядо си по майчина линия, който е презвитериански свещеник, а след това в Пенсилвания, където майка ѝ става учителка. През 1909 година завършва Бринморския колеж, след което е учителка. Започва да публикува своя поезия през 1915 година, а малко по-късно се премества в Ню Йорк, където се утвърждава в литературните среди като една от активните фигури на модернизма.
Мариан Мур умира на 5 февруари 1972 година в Ню Йорк.